# 希隆斯克地區斯特羅涅
斯托尼拉斯奇（Stronie Śląskie）是波蘭的一座城市。2006年，有人口6,246人。
50°17′44″N 16°52′39″E / 50.29556°N 16.87750°E